# Udava (řeka)
Udava je říčka, která protéká územím okresu Humenné na severovýchodě Slovenska. Jedná se o 38,3 km dlouhý levostranný přítok Laborce. V její pramenné oblasti se nachází přírodní rezervace Udava.
Udava pramení v severozápadním výběžku Národního parku Poloniny, v oblasti jedlobučin v Bukovských vrších, nedaleko slovensko-polské hranice, v nadmořské výšce asi 690 m.
Poté, co přijme menší přítok z lokality Balnica (548,8 m n. m.) se stáčí na jihozápad. V Bukovských vrších přibírá ještě po menším přítoku zleva i zprava (929,4 a 429,3 m n. m.) a vstupuje u obce Osadné do Laborecké vrchoviny. V obci se do ní zleva vlévá Osadňanský potok a zprava Ščobský potok. Jižně od Osadného se její koryto výrazně rozšiřuje a říčka pokračuje dál západním směrem až k obci Nižná Jablonka (300,1 m n. m.), přičemž přibírá pravostranný Krivský a Hrabový potok a pak Hostovický potok zleva. Vytváří přitom říční ostrov a několikrát mění směr. V Nižné Jablonce přibírá svůj nejvýznamnější přítok Rieku a po esovitém stočení pokračuje na jih. Opouští Medzilaboreckou brázdu a prořezává se mezi dvěma masivy Laborecké vrchoviny do Papínské brázdy. Severně od obce Papín přitom přibírá pravostranný Hrablovský potok a levostranný potok z Jenčíkovy doliny. Na území obce Papín přibírá zleva dva přítoky a zprava potok Hrabinku a další bezejmenný potok. Za obcí se do ní zprava vlévá Holomušovský potok. Při průtoku obcí Zubné přibírá levostrannou Nechválku. Za obcí se do ní zprava vlévají Zubňanský a Brusný potok (208,9 m n. m.) a zleva potok Ílovnica. Severně od obce Adidovce vstupuje Udava do Ondavské vrchoviny a její tok se stáčí více k jihozápadu. Poté přibírá zprava potok stekající z Hluboké debry a Svinský potok (188,3 m n. m.) a protéká okrajem obce Vyšný Hrušov a přitom zprava přibírá potok Hrušovku. Pak protéká nedaleko obce Rovné, přibírá levostranný Rovňanský potok a stáčí se na západ. Po přijetí Volového potoka se opět stáčí k jihozápadu. Obec Udavské obtéká z jihu a na jihozápad od ní se v blízkosti železniční stanice vlévá v nadmořské výšce 155,4 m do Laborce.